# Événement (espace-temps)
Pour les articles homonymes, voir événement.
En physique, un évènement — ou événement — est un point de l'espace-temps, correspondant à un certain lieu à un certain instant.
Par rapport à la signification courante du mot évènement, l'événement physique définit la position et la date de l'évènement ordinaire, sans fournir d'information sur la nature de cet évènement ordinaire.

En relativité restreinte, dans un référentiel inertiel donné, l'observateur mesure les événements par rapport à un réseau infini d'horloges synchronisées.

Dans un système de coordonnées, un événement est repéré par quatre nombres, ce qui correspond au fait que l'espace-temps est de dimension 4. Par exemple, dans le système de coordonnées terrestres et l'heure GMT, on donnera la latitude, la longitude, l'altitude et l'instant.
En relativité restreinte le concept d'événement a une importance capitale : dans cette théorie, les coordonnées d'espace et de temps sont inséparables (c'est différent de la relativité galiléenne qui est une approximation dans laquelle le temps et l'espace sont séparables).
Les coordonnées d'espace-temps repérant un évènement dépendent du mouvement de l'observateur (le référentiel) et subissent une transformation de Lorentz quand on change de référentiel.
L'intervalle d'espace-temps {\displaystyle \Delta s} entre deux événements A et B se calcule par la formule :
{\displaystyle (\Delta s)^{2}=\,c^{2}(t_{\text{B}}-t_{\text{A}})^{2}-(x_{\text{B}}-x_{\text{A}})^{2}-(y_{\text{B}}-y_{\text{A}})^{2}-(z_{\text{B}}-z_{\text{A}})^{2}}
Cet intervalle ne dépend pas du référentiel dans lequel il est évalué. Son signe détermine la possibilité ou l'impossibilité d'une relation causale entre les deux évènements.